# 青洲 (北區)
青洲（英語：Tsing Chau），是香港的一個島嶼，地區行政上屬於北區。位於吉澳海內，青洲瀝中，墳洲以西，吉澳以東。
青洲上並沒有居民居住。